# Hub (Wessobrunn)
Hub ist ein Gemeindeteil von Wessobrunn im oberbayerischen Landkreis Weilheim-Schongau.

## Geografie
Die Einöde liegt circa vier Kilometer südlich von Wessobrunn in einer Jungmoränenlandschaft, ist jedoch durch den Schlittgraben von dem Hauptort getrennt. Etwa 500 m nördlich befindet sich Sankt Leonhard im Forst.

## Geschichte
Hub gehörte zur Riederschaft Forst der Klosterhofmark Wessobrunn. Im Jahr 1761 werden zwei Achtelhöfe erwähnt, beide waren dem Kloster Wessobrunn grundbar. Die Hohe Gerichtsbarkeit lag beim Landgericht Landsberg.
Nach der Säkularisation wurde die Einöde im Zuge der Gemeindeedikte von 1818 Bestandteil der neugebildeten Gemeinde Forst im Landgericht Weilheim in Oberbayern.
Mit dieser wurde Hub im Zuge der Gebietsreform in Bayern am 1. Mai 1978 nach Wessobrunn eingemeindet.

## Sehenswürdigkeiten
Bei Hub befindet sich eine Feldkapelle, eine kleine verputzte Nischenanlage mit weit vorgezogenem Walmdach aus dem 18./19. Jahrhundert.
Siehe auch: Liste der Baudenkmäler in Hub